# حسن باشا كتخدا
حسن باشا كتخدا سياسي عثماني أصبح والياً على بغداد من 25 ربيع الأول 1101 ه‍، إلى 17 ذي الحجة 1102 ه‍، الموافق من (5 كانون الثاني 1690 م، إلى 10 ديسمبر/أيلول 1691 م)، وجاء خلفاً للوالي عمر باشا الوائلي. وكان قد تسلم منصبه بعد أربعة شهور، حيث جاء في حوادث سنة (1101 ه‍ - 1689 م) كان الوزير ببغداد حسن باشا ووقع قحط وطاعون في بغداد في هذه السنة والتي قبلها. وفيها إهتزت الأرض في بغداد هزة خفيفة وقت الفجر. وكان حسن باشا موصوف بالحلم وصاحب قلم سيال، وفي أيام شبابه عاش بالبلاط السلطاني وحصل على منصب المحاسبة في الحرمين الشريفين، ثم أصبح كتخدا الحرم السلطاني، ثم وليَّ مصر القاهرة سنة (1687 م)، وتقلد مناصب، ولما وليَّ الصدارة مصطفى باشا الكوبريللي أنعم عليه السلطان بمنصب بغداد، ومن حين وروده أبدى الرأفة في الأهالي وأزال بعض المظالم في الضرائب. ونتيجة تساهله مع الناس مما نقص الرسوم الأميرية والأعشار...فسجن في بغداد بناءً على الفرمان من أجل بقايا الميري عليه. ولأن أعماله معتدلة جداً والأهلون راضين عنه، فاجتمع العلماء وأهل الحل والعقد وأخرجوه من القلعة وقدموه لمنصب الحكومة وعرضوا الأمر إلى الدولة فصدر الفرمان بالعفو عنه وعهد بالوزارة إلى أحمد باشا كتخدا، وذلك ما جاء في حوادث سنة (1103 ه‍ - 1691 م).